# 斯托爾茲峰
64°43′S 62°26′W / 64.717°S 62.433°W
斯托爾茲峰是南極洲的山峰，位於葛拉漢地的丹科海岸，處於阿爾茨托夫斯基半島，由英國探險隊繪入地圖，以德國科學家命名，現時由南極條約體系管理。